# Salvatore Antonio

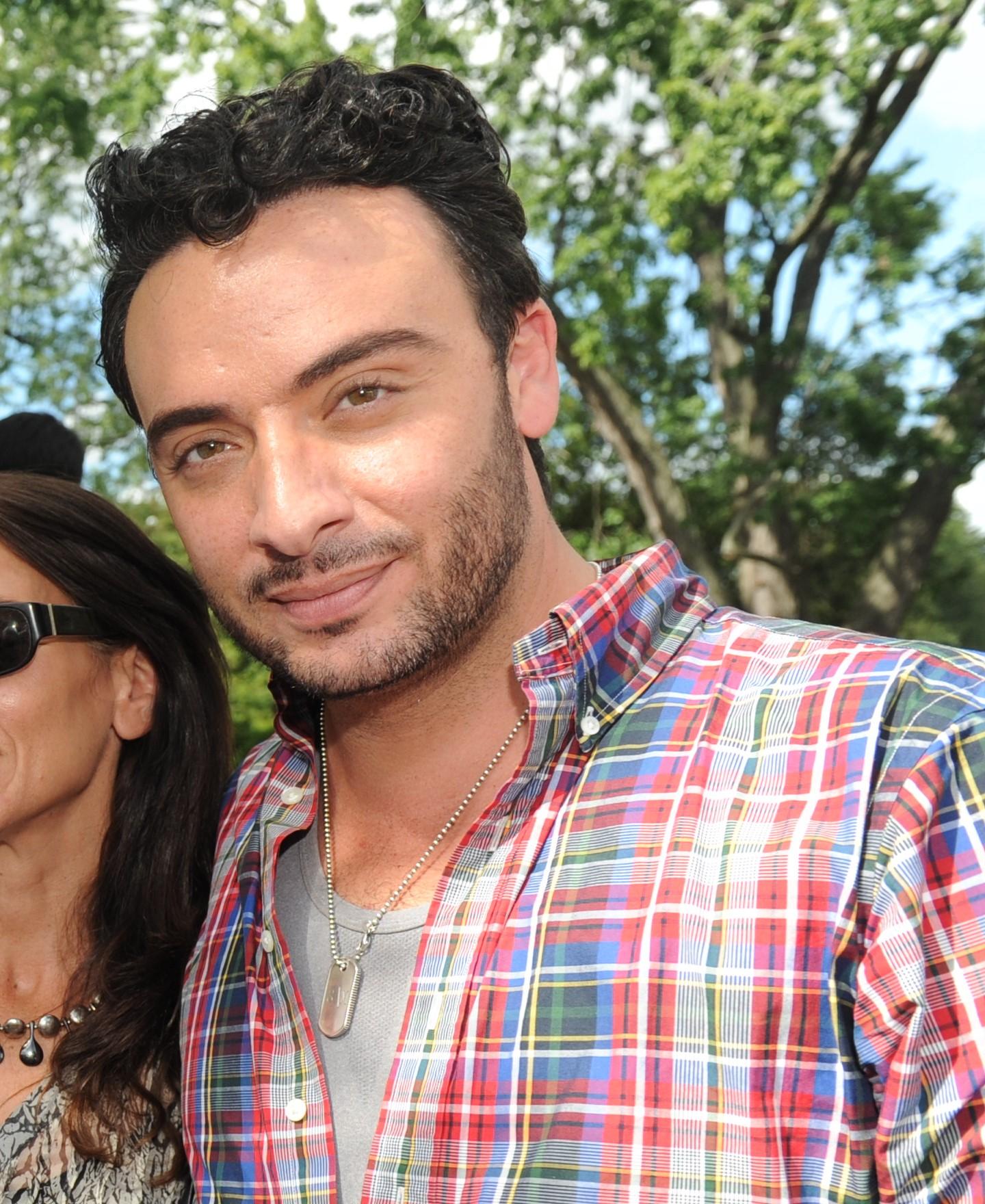
Salvatore Antonio

Salvatore Antonio Alessandro Migliore II (* 1976 in Toronto) ist ein kanadischer Schauspieler.

## Leben
Salvatore Antonio wurde in Toronto geboren. Er wurde nach seinem älteren Bruder, der noch vor seiner Geburt verstarb, benannt. Nachdem er den Entschluss gefasst hatte, Schauspieler zu werden, besuchte Antonio die High School for the Arts in Toronto. Später studierte er an der National Theatre School of Canada.
Erste Erfahrungen im schauspielen sammelte Salvatore Antonio auf diversen Theaterbühnen. Sein Fernsehdebüt gab er 1998 in zwei Folgen von Gänsehaut - Die Stunde der Geister. In den folgenden Jahren warf Antonio in Nikita, Queer as Folk, Mutant X, Sue Thomas: F.B.I. und Missing – Verzweifelt gesucht. Einen längeren Handlungsbogen absolvierte er 2006 in At the Hotel. Auch war er in der Miniserie The Path to 9/11 – Wege des Terrors zu sehen. Seine bisher größte Rolle war die des Sacha Martinelli in der Seifenoper Paradise Falls des Senders Showcase. Nach Ende der Serie hatte er Auftritte in Serien wie The Listener – Hellhörig, Flashpoint – Das Spezialkommando, Murdoch Mysteries, Warehouse 13, Lost Girl und Being Erica – Alles auf Anfang. Seit 2012 ist er in der Rolle des Krankenpflegers Victor Reis in der CTV-Serie Saving Hope zu sehen.

## Filmografie (Auswahl)
- 1998: Gänsehaut – Die Stunde der Geister (Goosebumps, Fernsehserie, 2 Folgen)
- 1999: Nikita (Fernsehserie, Folge 3x10)
- 2001: Queer as Folk (Fernsehserie, Folge 1x19)
- 2001–2002: The Associates (Fernsehserie, 4 Folgen)
- 2003: Veritas: The Quest (Fernsehserie, Folge 1x07)
- 2003: Die Verstoßenen – Am Rande der Apokalypse (Do or Die)
- 2003: Mutant X (Fernsehserie, Folge 3x05)
- 2003: Das Johannes-Evangelium (The Gospel of John)
- 2004: Sue Thomas: F.B.I. (Sue Thomas: F.B.Eye, Fernsehserie, Folge 2x15)
- 2004: Missing – Verzweifelt gesucht (1-800-Missing, Fernsehserie, Folge 2x10)
- 2004–2008: Paradise Falls (Fernsehserie, 52 Folgen)
- 2005: See des Grauens (Sam’s Lake)
- 2005: Looking for Angelina
- 2006: Ath the Hotel (Fernsehserie, 4 Folgen)
- 2006: The Path to 9/11 – Wege des Terrors (The Path to 9/11)
- 2008: ReGenesis (Fernsehserie, Folge 4x09)
- 2009: The Listener – Hellhörig (The Listener, Fernsehserie, Folge 1x02)
- 2009: Flashpoint – Das Spezialkommando (Flashpoint, Fernsehserie, Folge 2x18)
- 2010: Murdoch Mysteries (Fernsehserie, Folge 3x06)
- 2010: Warehouse 13 (Fernsehserie, Folge 2x04)
- 2010: Nikita (Fernsehserie, Folge 1x02)
- 2011: Lost Girl (Fernsehserie, Folge 2x08)
- 2011: Being Erica – Alles auf Anfang (Being Erica, Fernsehserie, Folge 4x10)
- seit 2012: Saving Hope (Fernsehserie)
- seit 2013: 24 Hour Rental (Fernsehserie)
- 2015: Bitten (Fernsehserie, 2 Folgen)
- 2016: Private Eyes (Fernsehserie, 1 Folge)
- 2017: Good Witch (Fernsehserie, 1 Folge)
- 2018: Mary Kills People (Fernsehserie, 4 Folgen)
- 2019: Slasher (Fernsehserie, 7 Folgen)